# Declaración de Zadar
La Declaración de Zadar o Resolución de Zadar fue una proclama política de los partidos serbios de los territorios de población eslava del sur del Imperio austrohúngaro aprobada en la ciudad dálmata de Zadar a mediados de 1905. 
En ella respaldaban la reciente Declaración de Rijeka, por la que los partidos croatas acordaban tratar de lograr el acuerdo con el nuevo gobierno húngaro de la Coalición Nacional, triunfador en las recientes elecciones y enfrentado al emperador por asuntos militares y nacionalistas, con el objetivo de unificar los territorios de población croata del Imperio y conseguir una mayor autonomía.
Ambas declaraciones dieron pronto paso a la creación de la nueva coalición croato-serbia, que dominó el gobierno autónomo de Croacia-Eslavonia desde 1906 hasta la disolución del Imperio en el otoño de 1918.
Junto con la Resolución Tívoli de Liubliana (1909), aprobada por los socialistas, y el programa político de 1912 de la alianza esloveno-croata, fue uno de los hitos en la historia del movimiento a favor de la unificación de los territorios de los eslavos del sur.